# Krystyna Marty Lang
Krystyna Marty Lang  est une diplomate suisse, ancienne déléguée du Comité international de la Croix-Rouge, ancienne secrétaire d'État ad interim au Département fédéral des affaires étrangères et ambassadrice de Suisse à Moscou dès le 1er janvier 2021.

### Articles
- (de) « Neuer Botschafter in Kosovo », Aargauer Zeitung,‎ 1er octobre 2011, p. 5.
- Philippe Boeglin, « Chaises musicales à Moscou », Le Nouvelliste,‎ 6 octobre 2016, p. 25 (ISSN 2235-0411, lire en ligne).
- (de) Markus Häfliger, « Die neue Schweizer Chefdiplomatin ist eine Übergangslösung », Tages-Anzeiger,‎ 17 décembre 2019 (ISSN 1422-9994, lire en ligne).